# Herzberg (Rietz-Neuendorf)
Herzberg ist ein Ortsteil der Gemeinde Rietz-Neuendorf im Landkreis Oder-Spree in Brandenburg. Bis zum 31. Dezember 2001 war Herzberg eine eigenständige Gemeinde, die vom Amt Glienicke/Rietz-Neuendorf verwaltet wurde.

## Lage
Herzberg liegt im Süden der Gemeinde Rietz-Neuendorf, etwa zehn Kilometer nordwestlich der Kreisstadt Beeskow und 13 Kilometer südöstlich von Storkow. Umliegende Ortschaften sind Wilmersdorf im Norden, Görzig im Nordosten, Klein Rietz und Groß Rietz im Osten, Birkholz und Buckow im Südosten, der zur Gemeinde Tauche gehörende Ortsteil Lindenberg im Süden, Glienicke im Westen sowie Diensdorf-Radlow im Nordwesten.
Herzberg liegt an der Landesstraße 42, die von Neu Lübbenau bei Lübben nach Pfaffendorf führt. Die Bundesstraße 246 (Storkow–Beeskow) verläuft etwa 1,5 Kilometer südlich, die Bundesstraße 168 (Beeskow–Fürstenwalde) etwa sieben Kilometer nördlich von Herzberg. Auf der Gemarkung von Herzberg liegt der Herzberger See.
Zu Herzberg gehören die bewohnten Gemeindeteile Hartensdorf und Krachtsheide sowie der Wohnplatz Emilienthal.

## Geschichte
Herzberg ist ein Angerdorf. Erstmals urkundlich erwähnt wurde das Dorf in den Kirchenartikeln des Bistums Meißen aus dem Jahr 1346 mit der Schreibweise Herczberg bzw. „Hertzberg“. Der Ortsname ist von dem mittelniederdeutschen Wort „herte“ abgeleitet, was „Hirsch“ bedeutet, der Ortsname kann also als „Dorf auf dem Hirschberg“ gedeutet werden.
Früher gehörte Herzberg zur Herrschaft Beeskow im damaligen Bees- und Storkowischen Kreis. 1518 wurde die gesamte Herrschaft Beeskow an den Bischof von Lebus Dietrich von Bülow verpfändet. Als Folge dessen wurde Herzberg später der Mark Brandenburg angegliedert. Nach dem Übergang an die Mark Brandenburg wurde ein Amt Beeskow gebildet, zu dem der größte Teil Herzbergs gehörte, ein kleiner Teil des Dorfes verblieb jedoch noch in adeligem Besitz. Am 30. April 1815 wurde der Bees- und Storkowische Kreis aufgeteilt, der Beeskower Teil wurde dem Landkreis Lübben im Regierungsbezirk Frankfurt der preußischen Provinz Brandenburg angegliedert. Am 1. Januar 1836 wurde der ehemalige Teil der Herrschaft Beeskow aus dem Landkreis Lübben ausgegliedert und mit dem storkowischen Teil des Landkreises Teltow-Storkow zum Landkreis Beeskow-Storkow vereinigt, der im Regierungsbezirk Potsdam lag.
Bei einer Einwohnerzählung im Regierungsbezirk Potsdam im Jahr 1841 wurden in Herzberg 405 Einwohner gezählt. Die Herzberger Kirche war zu dieser Zeit eine Filialkirche der Dorfkirche Glienicke. Der größte Teil des Ortes gehörte weiterhin zum Amt Beeskow, ein kleiner Teil gehörte dem damaligen Gutsbesitzer Müller. 1872/1874 wurde das Amt Beeskow aufgelöst.
Nach dem Ende des Zweiten Weltkriegs lag die Gemeinde Herzberg zunächst in der Sowjetischen Besatzungszone und anschließend in der DDR. Bei der am 25. Juli 1952 in der DDR durchgeführten Kreisreform wurde die Gemeinde Herzberg dem Kreis Beeskow im Bezirk Frankfurt (Oder) angegliedert. Nach der Wende wurde der Kreis Beeskow in Landkreis Beeskow umbenannt und zur Kreisreform im Dezember 1993 mit zwei weiteren Landkreisen zum neuen Landkreis Oder-Spree vereinigt. Herzberg gehörte dort dem Amt Glienicke/Rietz-Neuendorf an. Am 31. Dezember 2001 wurden Herzberg sowie zehn weitere Gemeinden zu der neuen Gemeinde Rietz-Neuendorf zusammengeschlossen. Am 26. Oktober 2003 wurde das Amt Glienicke/Rietz-Neuendorf aufgelöst, seitdem ist der Ort amtsfrei.

## Sehenswürdigkeiten
Bekanntestes Bauwerk Herzbergs ist die Dorfkirche Herzberg. Bereits im 13. Jahrhundert gab es im Ort eine Kirche. Dieser Vorgängerbau wurde 1783 abgerissen und durch einen Neubau ersetzt. Dieser wurde für die Kirchengemeinde jedoch bald zu klein, weshalb im Jahr 1863 der Bau einer neuen Dorfkirche beantragt wurde. Ab 1882 wurde das bereits vorhandene Gebäude umgebaut und stark erweitert, am 30. Juni 1883 folgte die Einweihung der Kirche. Bei dem Gebäude handelt es sich um einen neugotischen Feldsteinbau. Die Kirche steht als einziges Gebäude im Ort unter Denkmalschutz.

## Bevölkerungsentwicklung
| Jahr | Einwohner | Jahr | Einwohner | Jahr | Einwohner |
| ---- | --------- | ---- | --------- | ---- | --------- |
| 1875 | 721       | 1939 | 744       | 1981 | 631       |
| 1890 | 625       | 1946 | 1.126     | 1985 | 634       |
| 1910 | 708       | 1950 | 1.087     | 1989 | 629       |
| 1925 | 775       | 1964 | 825       | 1995 | 598       |
| 1933 | 770       | 1971 | 782       | 2000 | 551       |